# Fizika oblaka
Fizika oblaka je dio meteorologije koji proučava stvaranje i povećanje atmosferskih oblaka te oborine koje nastaju iz njih. Prema njoj, oblak se određuje kao hidrometeor, koji se sastoji od vidljive nakupine vrlo sitnih vodenih i/ili ledenih čestica u atmosferi iznad tla. Time se oblak razlikuje od magle, koja nastaje nužno u dodiru sa Zemljinom površinom.

## Kondenzacijski procesi u atmosferi
Kondenzacija u atmosferi nastaje kad zrak postane zasićen vodenom parom, pa vodena para prelazi iz plinovitog u tekuće stanje. Parcijalni tlak zasićene vodene pare E ovisi o temperaturi zraka i o tome da li je vodena para zasićena nad ledenom površinom ili nad površinom vode. Razlika tlaka zasićene vodene pare nad vodom i nad ledom ima znatne posljedice u procesima stvaranja oblačnih elemenata. Naime, ako se u prostoru nalaze vodene kapljice i ledene čestice, u uvjetima kad već postoji zasićenje s obzirom na ledenu česticu, zrak još uvijek nije zasićen s obzirom na vodenu kapljicu. U tim uvjetima vodene kapljice mogu isparivati, a tako nastala vodena para sublimira se u ledene častice. Dešava se, dakle, da voda preko vodene pare prelazi u ledenu fazu, i taj je proces najjači (najintenzivniji) pri temperaturi od -12 °C, jer je tada razlika između EL i EV najveća (0,269 mbar).
Tablica: tlak zasićene vodene pare u zavisnosti od temperature:
| Temperatura | Tlak nad vodom | Tlak nad ledom |
| t (°C)      | EV (mbar)      | EL (mbar)      |
| ----------- | -------------- | -------------- |
| - 40        | 0,189          | 0,129          |
| - 30        | 0,51           | 0,40           |
| - 20        | 1,25           | 1,03           |
| - 10        | 2,86           | 2,60           |
| 0           | 6,11           | 6,11           |
| 10          | 12,27          |                |
| 20          | 23,37          |                |
| 30          | 42,43          |                |
| 40          | 78,30          |                |
| 50          | 123,34         |                |

Sve spomenuto o tlaku zasićene vodene pare vrijedi zapravo za ravnu površinu čiste vode. U prirodnim uvjetima atmosfere, kapljice se isparuju jače (intenzivnije) nego na ravnoj površini, pri inače istoj temperaturi. Tlak zasićene vodene pare je stoga nad zakrivljenom vodenom površinom veći nego nad ravnom površinom vode, pa u uvjetima kad je prostor u atmosferi već zasićen vodenom parom nad ravnom površinom, za vodenu kapljicu to još nije. Drugim riječima, u atmosferi zrak mora biti prezasićen vodenom parom da bi nastupila kondenzacija na kapljici, odnosno da bi kapljica mogla rasti. Veličina prezasićenja ovisi o zakrivljenosti površine, i potrebno prezasićenje je to veće što je polumjer kapljice manji. Zbog tog učinka (efekta) početak kondenzacije na posve malim česticama (na primjer na složenim molekulama reda veličine 10 nm) zahtijeva ogromna prezasićenja (više od 300%).
U stvarnim uvjetima u atmosferi ne postoje tako velika prezasićenja kakva su potrebna da bi se vodena para mogla izravno kondenzirati na posve malim začecima, embrijima kapljica, reda veličine 1 nm. Mnogobrojna istraživanja i pokusi pokazuju da se vodena para u prirodnim uvjetima kondenzira na takozvanim kondenzacijskim jezgrama, i to već onda kad je relativna vlažnost blizu 100%. 
Kondenzacijske jezgre postoje svuda u atmosferi, a nastaju bilo kondenzacijom, bilo resublimacijom plinovitih proizvoda prirodnih požara i vulkanske aktivnosti, bilo kao rezultat izgaranja uzrokovanog ljudskim aktivnostima (na primjer fosilna goriva). Kondenzacijske jezgre nastaju i mehaničkim usitnjavanjem krutih čestica koje se vjetrom unose u atmosferu (prašina i čestice soli koje se stvaraju raspršivanjem vrha morskih valova). 
Aktivnost kondenzacijskih jezgara ne ovisi samo o stupnju higroskopičnosti i o veličini čestice, nego i o hrapavosti njezine površine. Čestice antropogenog podrijetla nastale ljudskim djelovanjem (industrijski otpadni plinovi, proizvodi izgaranja) uzrokuju magle, a uz visoku onečišćenost zraka i takozvani smog.

### Prirodni uvjet za nastanak kondenzacije
U atmosferi se posvuda nalaze oblačne kondenzacijske jezgre, ali da bi nastupila kondenzacija, potrebno je da se vodena para dovede nekim procesom do zasićenja. To se može ostvariti dizanjem zraka u veće visine, i to konvekcijom (toplinskim strujanjem), strujanjem zraka preko planinskih prepreka, prostranim dizanjem u području ciklone ili pak dizanjem na frontalnoj plohi, miješanjem toplijega s hladnijim zrakom ili ohlađivanjem u dodiru s hladnom podlogom i tako dalje.

### Sublimacijski procesi u atmosferi
Osim kondenzacije vodene pare, u atmosferi se redovno na temperaturama nižim od 0 °C oblačne kapljice i zamrzavaju. Za zamrzavanje je potrebno da se unutar vodene kapljice stvori zametak nove faze: leda. Takav fazni prijelaz naziva se homogenim. Zametak se, međutim, može stvoriti i na nekoj stranoj čestici - jezgri, takozvanoj jezgri kristalizacije, ili ledenoj jezgri, pa se govori o heterogenom faznom prijelazu. 
Koncentracija je ledenih jezgara u atmosferi, za razliku od kondenzacijskih jezgara, posve malena, a katkada niti ne postoje. Na temperaturi zraka od 0 do - 32 °C postoji svega od 1 do 1000 ledenih jezgara u kubičnom metru zraka. 
Na temperaturama višim od - 35 °C do 40 °C mogu u oblacima istodobno postojati kapljice vode i ledeni kristali, pa je to stanje termodinamički nestabilno. Ledeni kristali rastu na račun vodenih kapljica koje isparuju i resublimiraju, a zbog toga što u atmosferi nema dovoljno ledenih jezgara, to ledene čestice rastu mnogo brže i postaju veće od oblačnih kapljica.
Voda se kristalizira u heksagonalnom sustavu, i u najjednostavnijem obliku tako nastaju heksagonalne pločice, iglice ili prizmice. Oblik ledenih kristala u daljem rastu zavisi od stupnja zasićenosti vodene pare u oblaku i od brzine rasta kristala. Ledeni kristali i krute oborine mogu biti simetrični, nepravilnog oblika ili mnogostruki, a veličina im iznosi od nekoliko desetaka mikrometara do nekoliko milimetara. Nakupine snježnih zvjezdica jesu snježne pahuljice. 
Pojava različitih vrsta ledenih kristala zavisi u prvom redu od temperature zraka. Tako na temperaturama od 0 °C do - 3 °C najčešće nastaju tanke heksagonalne pločice, na temperaturama od - 3 °C do - 5 °C iglice, od - 5 °C do - 8 °C prizmice sa šupljinama, od - 8 °C do - 12 °C heksagonalne pločice, a od - 12 °C do - 16 °C dendritički (nalik na grančice) kristali. Valja napomenuti da oblik kristala zavisi i od okomitih gibanja, stupnja turbulencije u oblaku i vlazi u slojevima zraka kroz koje prolazi kristal.